# Lijst van voetballers - Y
Dit is een lijst van voetballers met een artikel op Wikipedia van wie de achternaam begint met de letter Y.

## Ya
- Nabil Yaâlaoui
- Ben Yagan
- Anthar Yahia
- Hakan Yakin
- Murat Yakin
- Abubakari Yakubu
- Güven Yalçın
- Robin Yalçın
- Lamine Yamal
- Patricio Yáñez
- Chavdar Yankov
- Romaric Yapi
- Héctor Yazalde
- Yusuf Yazıcı

## Ye
- Hassan Yebda
- Samuel Yeboah
- Rashidi Yekini

## Yi
- Andy Yiadom
- Ismaïl Yıldırım
- Uğur Yıldırım
- Burak Yılmaz
- Rıdvan Yılmaz

## Yl
- Harri Ylönen

## Yt
- Ruben Yttergård Jenssen

## Yo
- Tomonobu Yokoyama
- Terry Yorath
- Maya Yoshida
- Amin Younes
- Hamza Younés
- Sofiane Younès
- Ashley Young
- Cho Young-cheol
- Kim Young-gwon
- Ryang Yong-gi
- An Yong-hak
- Alexander Yordanov
- Ivailo Yordanov
- Dwight Yorke
- Leny Yoro
- Yoshimar Yotún
- Eric Young
- Zaydou Youssouf

## Yu
- Yu Hai
- Selçuk Yula
- Jeanvion Yulu-Matondo
- Zhang Yuning
- Ayila Yussuf

A · B · C · D · E · F · G · H · I · J · K · L · M · N · O · P · Q · R · S · T · U · V · W · X · Y · Z